# Naissance en 876
Naissance
- 872
- 873
- 874
- 875
- 876
- 877
- 878
- 879
- 880

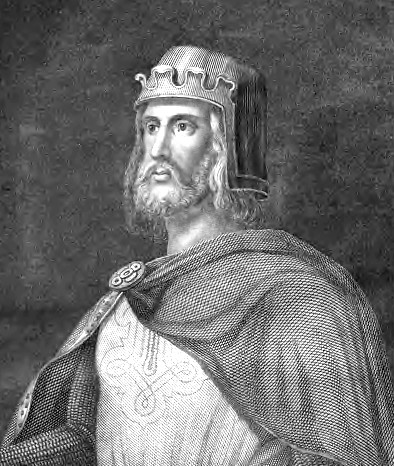
Henri Ier de Germanie né en 876.

Cette page dresse une liste de personnalités nées au cours de  l'année 876 :
- Henri Ier de Germanie, duc de Saxe, roi de Francie orientale (Germanie).
- Jean de Rila, moine, fondateur du monastère de Rila et protecteur de la Bulgarie.
- Lu Wenji (en), ministre chinois.

## Crédit d'auteurs
- Cet article est partiellement ou en totalité issu de l'article intitulé « 876 » (voir la liste des auteurs).